# Sleepless in Seattle
Sleepless in Seattle (Đêm trắng ở Seattle) là một bộ phim tình cảm hài lãng mạn của Mỹ trình chiếu năm 1993, phim được biên kịch và chỉ đạo bởi đạo diễn Nora Ephron. Dựa trên một câu chuyện được viết bởi Jeff Arch, và các ngôi sao diễn xuất trong phim gồm có: Tom Hanks vai Sam Baldwin và Meg Ryan vai Annie Reed.
Bộ phim lấy cảm hứng từ phim "Một chuyện tình để nhớ" (An affair to remember) và sử dụng hầu hết những bài hát và những đoạn clip từ bộ phim này trong những cảnh quan trọng. Cuộc gặp gỡ đầy cao trào ở trên đỉnh của tòa nhà Empire là một sự ám chỉ tới cuộc đoàn viên của Cary Grant và Deborah Kerr trong phim "Một chuyện tình để nhớ", cuộc gặp gỡ này đã thất bại vì Kerr đã bị một chiếc xe hơi tông vào khi đang băng qua đường.Một điểm khác là, một vài nhân vật đã tranh cãi về phim "Một chuyện tình…", với Sam nó giống như là một bộ phim "gà bông".
Sự thành công của Đêm trắng ở Seattle đã mở đường cho sự hồi sinh của "Một chuyện tình để nhớ" trong lòng công chúng kể cả thế hệ của những khán giả trẻ tuổi.

## Nội dung phim
Sam Baldwin là một kỹ sư ở Chicago, vợ anh đã chết vì bệnh ung thư. Cùng với cậu con trai nhỏ, Jonah, chuyền tới Seattle, Washington để làm lại cuộc đời nhưng Sam vẫn không nguôi ngoai được.
Vào một đêm giáng sinh, Jonah đã gọi đến một chương trình tâm sự của đài phát thanh quốc gia để thuyết phục cha bé tâm sự về nỗi nhớ nhung của ông dành cho vợ mình.
Hàng ngàn phụ nữ trên khắp đất nước, lắng nghe câu chuyện của Sam, đã gửi cho anh nhiều lá thư. Và có một lá thư của Annie Reed, một phóng viên ở Baltimore, Maryland. Cô đã đính hôn với anh chàng luôn-luôn-dị-ứng Walter, người mà cứ cảm thấy luôn có một sự sai sót quanh mình.
Bé Jonah, bằng cách của mình, xuyên qua đống thư chất đầy trên sàn nhà đã tìm thấy thư của Annie và thích nó đến nỗi gọi cô là Chim vàng anh Baltimore.
Bé đã cố gắng thuyết phục cha mình đến New York để gặp cô Annie vào ngày lễ Tình nhân, nhưng Sam kiềm chế cơn giận của mình và từ chối. Jonah đã bay đến New York, bắt taxi tới Empire, và nói với cha rằng mình sẽ tìm gặp người mẹ mới.
Sam, hiển nhiên, đuổi theo cậu. Bé Jonah đã không tìm thấy Annie bởi vì cô ấy đang bận hủy hôn ước với vị hôn phu của mình. Jonah và Sam đã đi xuống bằng thang máy ngay khi mà Annie tới. Nhưng nhờ vào sự giúp đỡ của cái ba lô và gấu Teddy bị để quên mọi việc đã kết thúc tốt đẹp.

## Diễn viên
- Tom Hanks vai Sam Baldwin
- Meg Ryan vai Annie Reed
- Bill Pullman vai Walter
- Ross Malinger vai Jonah Baldwin
- Rosie O'Donnell vai Becky
- Gaby Hoffmann vai Jessica
- Victor Garber vai Greg
- Rita Wilson vai Suzy
- Barbara Garrick vai Victoria
- Carey Lowell vai Maggie Baldwin
- David Hyde Pierce vai Dennis Reed
- Dana Ivey vai Claire Bennett
- Rob Reiner vai Jay
- Kevin O'Morrison vai Cliff Reed

## Giải thưởng
Đêm trắng ở Seattle đã được đề cử cho 2 giải Oscar: Nhạc phim hay nhất và Bài hát hay nhất cho bài "Cái nháy mắt và nụ cười", nhạc Marc Shaiman, lời Ramsey McLean; Kịch bản và chỉ đạo diễn xuất xuất sắc nhất cho đạo diễn Nora Ephron, David S.Ward và Jeff Arch.
Tháng 6 năm 2008, AFI đã chọn nó vào top "10 của 10"_10 phim hay nhất trong muời thể loại phim Mỹ cổ điển. Đêm trắng ở Seattle được công nhận là bộ phim thứ 10 trong thể loại phim hài lãng mạn.